# Эбберс, Данни
Данни Йоханнес Вилхелмюс (Денни) Эбберс (нидерл. Danny Johannes Wilhelmus (Denny) Ebbers; 17 июля 1974, Неймеген, Нидерланды — 22 июля 2015, Грусбек, Нидерланды) — нидерландский дзюдоист, бронзовый призёр чемпионата Европы в Бирмингеме (1995).

## Спортивная карьера
Выступал в весовой категории свыше 95 кг, а затем — в абсолютной весовой категории. Чемпионом Голландии (1994), бронзовый призёр первенства Европы в Бирмингеме (1995). В составе своего клуба «Judo Ryu» из Неймегена стал победителем командного чемпионата страны 1996 г.
Участник летних Олимпийских игр в Атланте (1996).
В период службы в Королевской военной полиции успешно состязался на международных военных турнирах. На чемпионате мира среди военнослужащих в Дубровнике (1997) победил в абсолютном первенстве и стал серебряным призёром в весовой категории свыше 95 кг. На аналогичных соревнованиях в Бухаресте (1994) также завоевывал серебряную медаль. а через год в Риме (1995) — бронзу.
Скончался от опухоли головного мозга.